# 两性异形

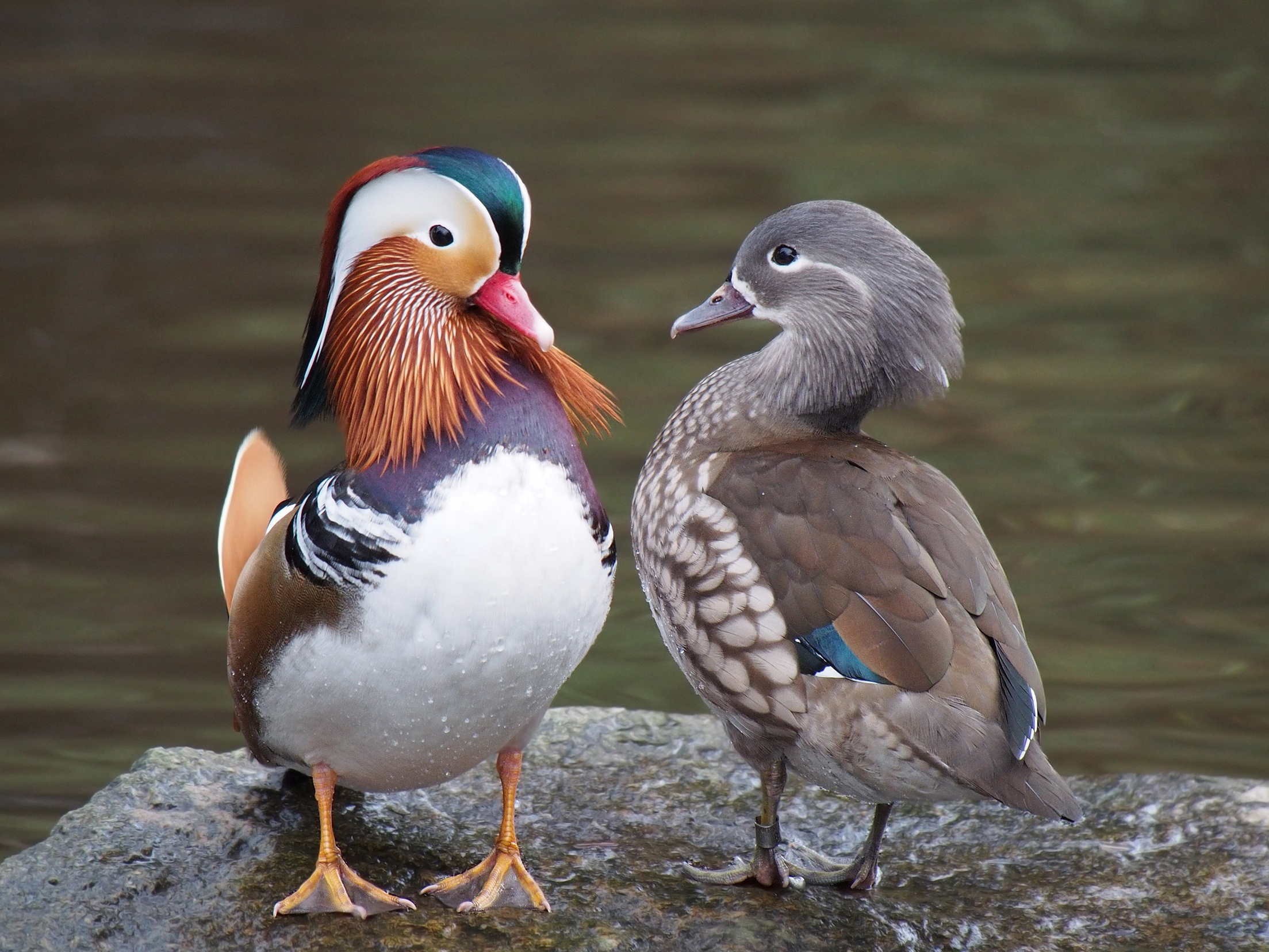
在這張照片裡所顯示的一隻雄性鴛鴦個體（左）和一隻雌性鴛鴦個體（右），顯示了該物種兩性個體間羽毛外顯特徵的顯著差異。

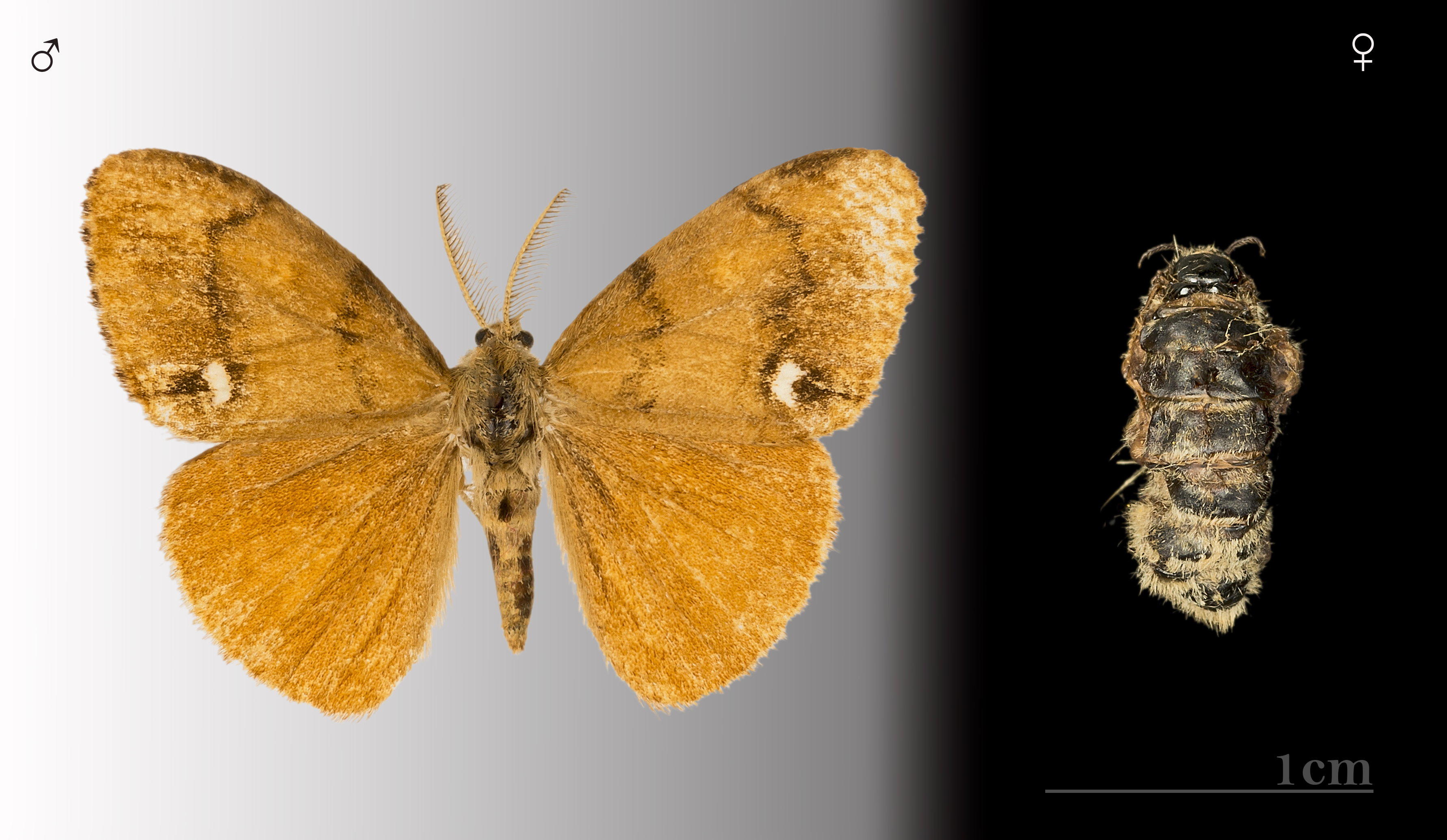
裳蛾科的古毒蛾（Orgyia antiqua），左为雄蛾，右为雌蛾。古毒蛾屬物種（包含小白紋毒蛾）的雌蛾體態普遍比雄蛾寬圓，且雙翅退化，僅剩翅芽。

兩性異形或稱性別二態性，是同一物種不同性別個體間表現出不同形態特徵的情況，特別是不直接與繁殖相關的特徵。 這種情況發生在大多數雌雄異體物種中，其中包括大多數動物和一些植物。差異可能包括第二性徵、體型、重量、顏色、斑紋、行為或認知特徵等。雄性個體間的生殖競爭演化出了一系列不同的性別二態性特徵。攻擊性的實用特徵，例如銳利的牙齒和鈍頭，被用作與對手之間攻擊性互動的武器。觀賞性羽毛或鳴叫等被動展示也主要透過性選擇而演化。 這些差異可能是微妙或誇大的，並可能受到性選擇和自然選擇的影響。二態性的反面是單態性（英語：monomorphism），即兩種生物性別在表型上無法區分。

## 演化機制
兩性異形最初源自性別的演化，造成第一性徵的差異。
兩性異形的可能成因包括天擇、性擇和生殖選擇。大多數的兩性異形是性擇造成的。若雌性偏好具有特定特徵的雄性，會造成雄性演化出誇張的特徵，但雌性會因為環境選擇而保持原始樣貌，如孔雀羽毛、鬥魚的顏色。除此之外，有利於性別內競爭的特徵也可能在雄性間演化，如鹿角、公獅子的鬃毛、象鼻海豹和紅猩猩的體型。

### 兩性體形差異
兩性異形的一個常見的例子是兩性體性差異（sexual size dimorphism）。許多哺乳動物和鳥類是雄性較大，一般認為是性擇造成，或是天擇中的性別間競爭和棲位分割現象造成。昆蟲和蛙類通常是雌性較大，一般認為是生殖選擇造成。

## 人類
人類在生理上存在輕微的兩性異形。男性會長鬍子、平均體形較大、喉結較大；女性乳房較大、臀部較寬。男性比女性的新陳代謝率高。女性傾向將能量轉化為脂肪，男性傾向將能量轉化為肌肉和可轉化的能量儲備，一般而言，上半身的肌肉男性比女性約重30%，下半身重10－15%，而男性的骨骼和筋腱的密度和硬度均較高。男性比女性散熱較快，因為男性的汗腺較發達，而女性的皮下脂肪較厚，有較好的絕緣功效。所以女性的耐冷能力較高，對額外持久力的運動有較好表現。一般而言，男性有較粗的氣管和支氣管，肺容量高30%。亦有較大心臟，紅血球數量多10%，高血紅素，因此攜氧量較高。較多流動凝血因子（維生素K，凝血因子II和血小板）。這些因素令男性有更快傷口恢復能力。

## 昆虫
几乎所有昆虫的雌雄个体之间都存在体型差异，这种现象被称为性别体型差异（Sexual Size Dimorphism, SSD）。
某些昆虫中翅膀存在两性异形现象，例如扶桑绵粉蚧（Phenacoccus solenopsis）雄性经历完全变态成蛹羽化为有翅成虫，而雌性则经历不完全变态直接羽化为无翅成虫。
昆虫在触角类型、复眼间距和特殊结构上存在两性异形现象，如金色细赤锹形甲虫（Cyclommatus metallifer）的雄性在性选择压力下进化出巨大的上颚或夸张的角状结构，这些特征显著区别于雌性。
在昆虫中雄性体色通常更加鲜艳，如翠袖锯眼蝶（Elymnias hypermnestra）因受到区域生态压力的影响，其“拟态开关”基因使雌雄翅膀颜色迥异；八丁蜻蜓（Nannophya pygmaea）和珠宝翅豆娘（Calopteryx japonica）的雄性在成熟过程中会显著改变体色，形成与雌性显著不同的外观。